# Edición de calidad
Edición de calidad (en inglés Prime editing) es una tecnología de biología molecular que permite la edición del genoma de organismos vivientes mediante la técnica de la búsqueda y el reemplazo. La tecnología directamente escribe información genética nueva en un lugar concreto del ADN previamente elegido. Utiliza una proteína de fusión, que consiste en una endonucleasa Cas9 catalíticamente desemparejada junto con una enzima transcriptasa inversa modificada, y una guía de edición de ARN (pegRNA), capaz de identificar el lugar objetivo y proporcionar la información genética nueva para reemplazar los nucleótidos de ADN del objetivo. Permite realizar inserciones, deleciones, y conversiones base a base sin la necesidad de hebras doble (DSBs) o plantillas de ADN donante.
La tecnología se encuentra en una etapa de desarrollo temprana, y es un método de edición genómica experimental que ha recibido la atención de la prensa generalista debido a sus usos potenciales en genética médica. Utiliza metodologías similares a otras tecnologías precursoras de edición genómica, incluyendo CRISPR/Cas9 y editores de base. En 2019, todavía permanece como una prueba científica conceptual, sin inmediatas aplicaciones terapéuticas en este momento.